# Río San Juan (Nicaragua)
Der Río San Juan entspringt am südöstlichen Ende des Nicaraguasees bei San Carlos und fließt bis zu seiner Mündung 199 Kilometer in östlicher Richtung durch tropischen Regenwald. Er mündet bei San Juan de Nicaragua (früher: Greytown) ins Karibische Meer.
Von Bartola bis zur Mündung bildet das Flussufer die Grenze zwischen Nicaragua und Costa Rica, wobei der Fluss auf seiner ganzen Länge zum nicaraguanischen Staatsgebiet gehört.

## Flusslauf
Am Oberlauf zwischen Nicaraguasee und El Castillo ist der Fluss breit und fließt ruhig und kurvenreich durch ein relativ gut besiedeltes Gebiet mit zahlreichen Ansiedlungen und Weideland. Ab El Castillo gibt es Passagen, in denen Stromschnellen den Fluss zu einem reißenden Gewässer werden lassen. Die Ufer bestehen hier aus tropischem Regenwald und es gibt nur noch eine spärliche Besiedelung. Zwischen El Castillo und der Mündung fließt der Río San Juan durch das Naturschutzgebiet La Reserva Indio-Maíz. Im Fluss liegen zahlreiche längliche, von tropischer Vegetation bedeckte Inseln.
Etwa 25 Kilometer vor der Mündung teilt sich der Fluss in mehrere Arme und bildet ein Delta mit zahlreichen Lagunen und Inseln (z. B. die Isla Calero und die Isla Brava). Der größte der Mündungsarme, der Río Colorado, mündet auf costa-ricanischem Gebiet in die Karibik (10° 48′ 2″ N, 83° 35′ 15″ W). An der Küste liegt der Ort Barra del Colorado.
Der Río San Juan ist mit Ausnahme des Bereichs der Stromschnellen und des Deltas für größere Schiffe befahrbar.

## Geschichte
Christoph Kolumbus hatte ab 1502 auf seiner vierten Reise in die Neue Welt bei dem Versuch, einen Seeweg nach Westen zu finden, auch die Karibikküste erforscht. 1525 gelangten die ersten Spanier über den Río San Juan in den Nicaraguasee bis nach Granada. Ihre Suche nach einer Verbindung des Sees mit dem Pazifik blieb jedoch erfolglos. Die spanischen Konquistadoren nannten den Fluss Rio Desaguadero.
Im 17. Jahrhundert gelangten häufig Piraten über den Fluss in den Nicaraguasee und plünderten die reiche Stadt Granada. Aber auch englischen Schiffen gelang die Passage, so dass die Spanier 1672 beschlossen, bei El Castillo ein Fort zu errichten, um den ständigen Invasionen Einhalt zu gebieten. Das Fort wurde 1675 fertiggestellt.

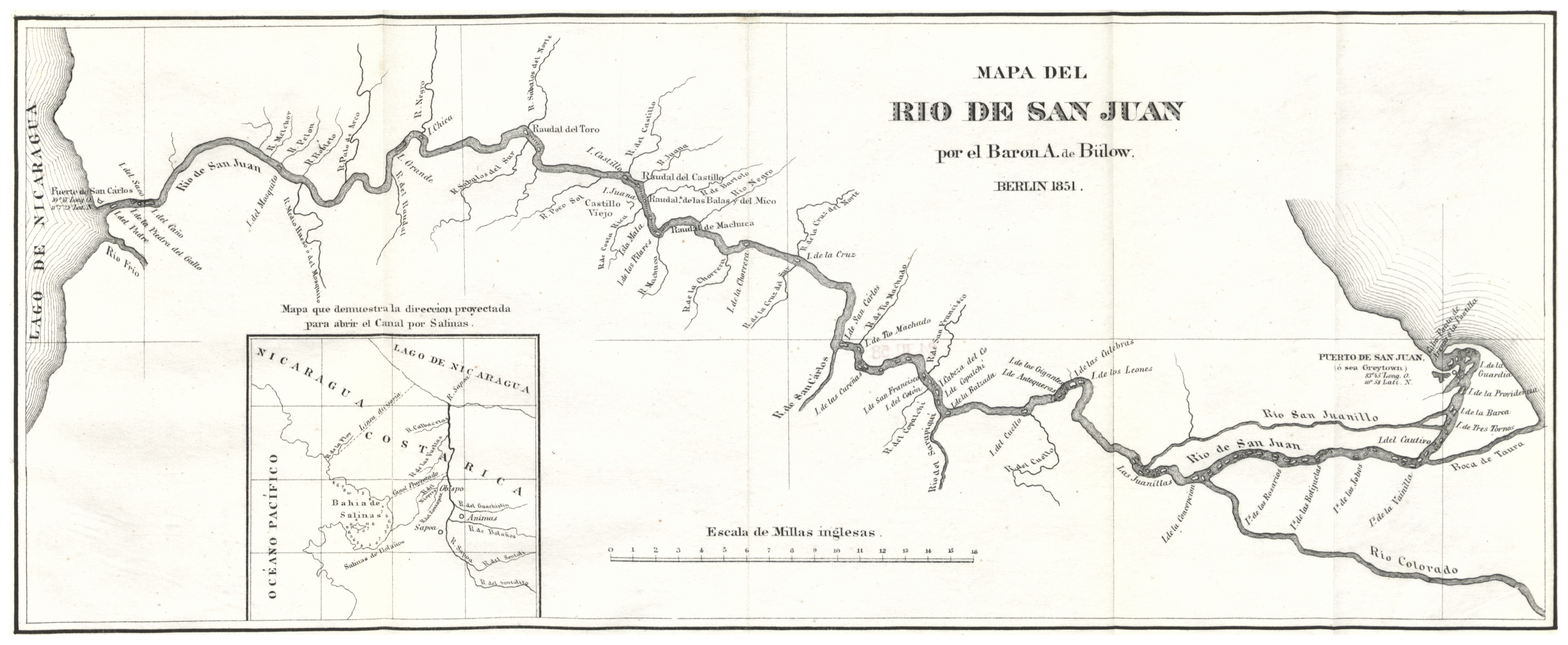
Übersichtskarte des Flusslaufes von 1851

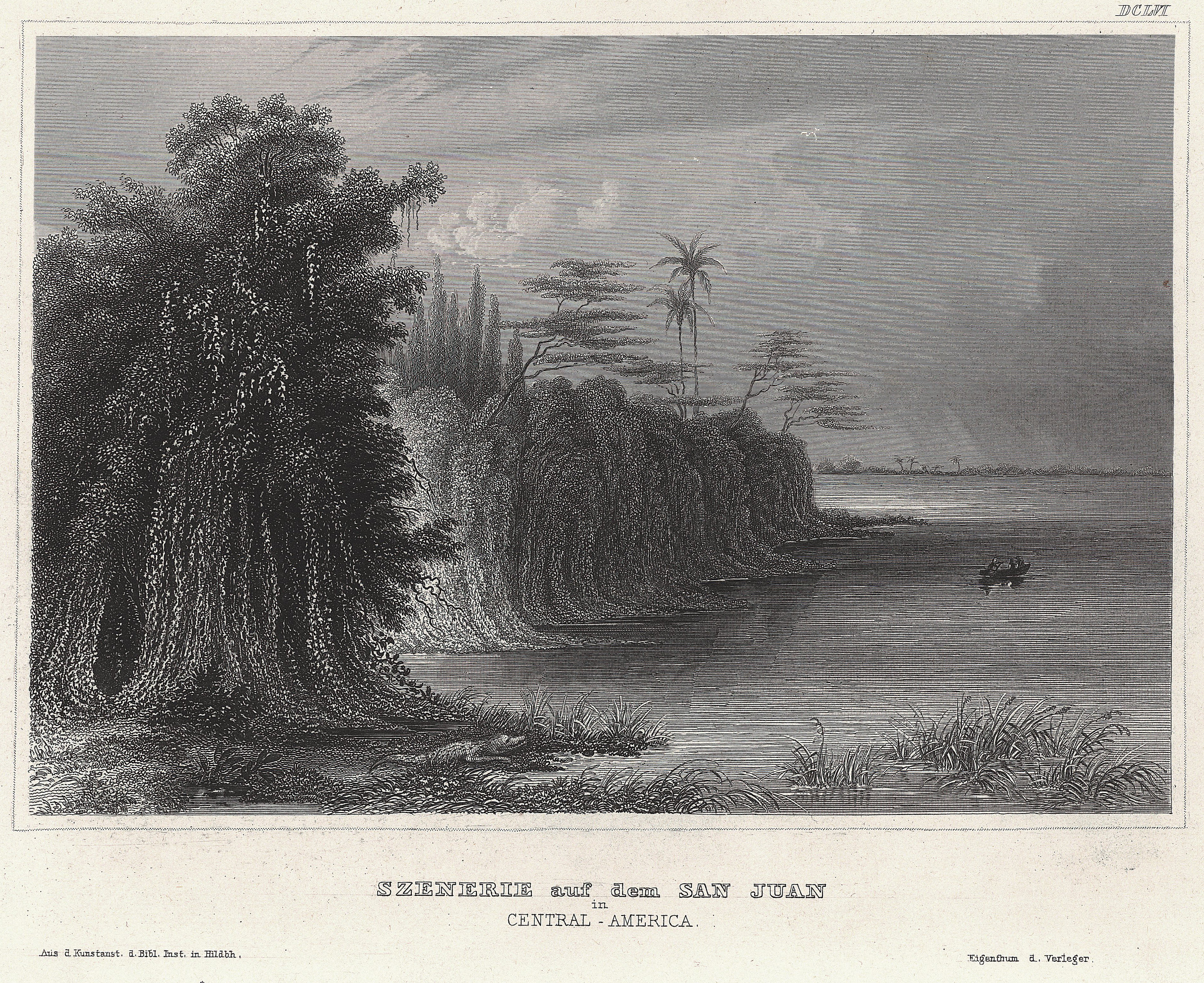
Szenerie des Flusslaufes ca. 1850

Am Ende des 19. Jahrhunderts war der Río San Juan Gegenstand eines ambitionierten Planes: Er sollte für Seeschiffe ausgebaut werden; zwischen Nicaraguasee und Pazifik sollte ein Kanal die Verbindung zwischen Atlantik und Pazifik herstellen. Dieser Plan eines Nicaragua-Kanals konkurrierte mit dem Plan, das Projekt in Panama zu realisieren. Letztendlich wurde der Bau des Panamakanals umgesetzt.
Vom Urwald überdeckt, befinden sich an der Mündung des Flusses die Überreste der englischen Kolonisation Greytown unweit des Städtchens San Juan del Norte. Anfang des 20. Jahrhunderts zog diese Stadt viele Glückssuchende an. Nach der Einstellung der Kanalbauten wurde die Stadt verlassen. Im Krieg der Contras gegen die Sandinisten war das Gebiet um Greytown umkämpft und stark vermint.
Lange war zwischen Costa Rica und Nicaragua umstritten, ob die Grenze in der Flussmitte oder am Südufer verläuft. Immer wieder ereigneten sich kleinere militärische Scharmützel. 2005 kam es nach einem Treffen der beiden Präsidenten zu einer Annäherung; im Jahre 2009 sprach der Internationale Gerichtshof in Den Haag den Fluss Nicaragua zu – das Staatsgebiet von Costa Rica beginnt am Südufer. Als im Oktober 2010 Arbeiter aus Nicaragua Schlamm aus dem Fluss auf der im Flussdelta gelegenen Insel Isla Calero abluden, kam es zu einer neuen Runde in diesem Streit. Anfang 2011 wurde die Zugehörigkeit der Isla Calero vor dem Internationalen Gerichtshof verhandelt. Der Streit wurde 2018  zu Ungunsten von Nicaragua entschieden.

## Streitpunkte
Da seit einigen Jahren die Pläne zum Bau eines Nicaragua-Kanals wieder öffentlich und konkreter erwogen wurden, führen jetzt schon Eigentumsstreitigkeiten zwischen Costa Rica und Nicaragua zu einer hohen Rivalität zwischen den Einwohnern beider Länder. Immer häufiger werden Morde publik, die an Nicaraguanern begangen werden, die als (häufig illegale) Arbeiter in Costa Rica weilten.

## Verkehr
Vom Ausgangspunkt des Flusses in San Carlos am Nicaragua-See fahren regelmäßig kleine Personen- und Versorgungsboote den Fluss abwärts über El Castillo nach San Juan del Norte. Durch Versandung des Flusses ist nur in wasserreichen Zeiten eine durchgehende Befahrung möglich. In regenarmen Zeiten werden kleine Personenboote von Hand durch die seichten Stellen gestakt. Immer wieder bleiben größere Ausflugsboote stecken. Dadurch ergeben sich Einschränkungen für die touristische Erschließung. Die Versorgung mit Benzin für die Außenbordmotoren ist ein großes Problem.

## Tourismus
Seit einigen Jahren hat sich in der Region des Rio San Juan ein bescheidener Tourismus etabliert. Individualreisende, Rundreisen und Lodgetourismus sind vorherrschend. Vor allem in den Seitenarmen und im Mündungsgebiet werden Touristen (vornehmlich US-Bürger) über Costa Rica in exklusive All-Inclusive-Lodges geflogen. Durch die bessere Anschließung des Städtchens San Carlos an Granada (neue Schnellfähren über den Nicaragua-See) und Managua (Regionalflüge) kommen mehr Touristen in die Region.

## Film und Fernsehen
- Die nackten Füße Nicaraguas (BRD 1983)